# Maltaverne (roman)
Ne doit pas être confondu avec Malataverne (roman).
Pour les articles homonymes, voir Maltaverne.
Maltaverne est un roman posthume, inachevé, de François Mauriac publié en 1972 aux éditions Flammarion.

## Éditions
- Éditions Flammarion, 1972.
- Poche coll. « J'ai Lu ».